# Śluza Miejska w Bydgoszczy
Śluza Miejska – śluza na rzece Brdzie w Bydgoszczy.
Stanowi jedną z budowli hydrotechnicznych Hydrowęzła Bydgoszcz zarządzanego przez Regionalny Zarząd Gospodarki Wodnej w Gdańsku. Jest to również śluza nr 2 międzynarodowej drogi wodnej E70 Wisła-Odra.

## Lokalizacja
Śluza Miejska znajduje się w centrum miasta przy ul. Karola Marcinkowskiego nieopodal mostów Solidarności.

## Historia
Pierwotna śluza drewniana została zbudowana w tym miejscu wraz z oddaniem do użytku Kanału Bydgoskiego w 1774 roku. Później była wielokrotnie przebudowywana z powodu trudnych warunków geotechnicznych oraz ograniczonej trwałości materiału z jakiego była zbudowana. W 1788 śluza zawaliła się, wobec czego w następnych latach przeprowadzano doraźne prace naprawcze, w celu umożliwienia transportu wodnego. W 1790 rozpoczęto budowę z cegły i kamienia, jednak ostatecznie wobec trudności wykonawczych w dwa lata później oddano do użytku ponownie śluzę zbudowaną z drewna. Ta konstrukcja zawaliła się w 1803 roku. Śluzę odbudowano ponownie dwa lata później znowu z użyciem nietrwałego drewna. W następnych latach śluzę wielokrotnie modernizowano i naprawiano. W 1882 po licznych awariach i osunięciach rozpoczęto wznoszenie obok murowanej śluzy o nietypowym kształcie trapezowym, którą oddano do użytku w 1884.
Kolejna konstrukcja, która dotrwała do dzisiaj, powstała na zachód od śluzy w latach 1908–1912, a do użytku oddano ją w 1915 roku wraz z nowym odcinkiem Kanału Bydgoskiego dostosowanym do transportu 400-tonowych barek. W 1915 roku zasypano starą śluzę trapezową, której kamienne oblicowanie jest widoczne dzisiaj u zbiegu ul. Marcinkowskiego. W 2014 roku z okazji 240-lecia istnienia Kanału Bydgoskiego, w ramach projektu przebudowy bulwarów nad Brdą ściany i komorę dawnej śluzy wyeksponowano w celach edukacyjno-historycznych. Nieopodal urządzono plac zabaw dla dzieci oraz uruchomiono fontannę.
W 2005 roku zespół śluzy Miejskiej w Bydgoszczy składający się ze śluzy, budynków maszynowni, sterowni i domu śluzowego, został wpisany do rejestru zabytków województwa kujawsko-pomorskiego.
W październiku 2014 rozpoczął się remont kapitalny śluzy Miejskiej, którego koszt wyniósł 12 mln zł. Obejmował on m.in. konserwację ścian i dna komory śluzowej, elementów mechanicznych, skarp, ścian oporowych, kanałów obiegowych, wykonanie instalacji monitoringu nagłaśniającego i wizyjnego, remont dróg dojazdowych i ogrodzeń. Z powodu remontu w 2015 zawieszono kursowanie tramwaju wodnego na Miedzyń. Prace remontowe wydłużyły się prawie o rok. Ostatecznie śluzę oddano do użytku 30 kwietnia 2016.

## Charakterystyka
Śluza Miejska umożliwia pokonywanie przez jednostki pływające różnicy poziomów wody, spiętrzonej za pomocą jazów: Farnego i Ulgowego oraz ich ruch pomiędzy śluzami Czersko Polskie a Okole. W tym miejscu statki płynące w górę rzeki w kierunku Kanału Bydgoskiego i Odry podnoszone są o 3 m. Przed śluzą Miejską rzeka Brda rozdziela się na dwie odnogi: Brdę skanalizowaną, w której ciągu znajduje się komora śluzy oraz Młynówkę opływającą Wyspę Młyńską, która uchodzi do Brdy poprzez jaz Ulgowy, jaz Farny, elektrownię wodną „Kujawska”, kanał Międzywodzie i przepławkę dla ryb opodal przystani Bydgoszcz.
Jest to śluza komorowa o konstrukcji dokowej o wymiarach komory 57,4 × 9,6 m. Długość całkowita wynosi 78,7 m. Konstrukcja śluzy podzielona jest na sekcje dylatacyjne: głowa górna, komora i głowa dolna. Zamknięcia głowy dolnej stanowią wrota wsporne dwuskrzydłowe. Napełnianie wodą następuje przy pomocy kanałów obiegowych. Zamknięcia śluzy i kanałów obiegowych posiadają napędy elektromechaniczne oraz ręczne.
Na głowie dolnej śluzy znajduje się jednoprzęsłowa kładka stalowa o rozpiętości 10 m, stanowiąca przejście technologiczne. Na stalowych wrotach funkcjonują rozwierane kładki ruchome. Kładka na wrotach dolnych jest dwuczęściowa z pomostem o dwustronnej balustradzie, natomiast na wrotach górnych – jednoczęściowa chowana pod wodą w czasie śluzowania.

## Tramwaj wodny
Na obiekcie śluzowany jest każdorazowo podczas swego rejsu Bydgoski Tramwaj Wodny (ok. 6 razy dziennie). Czas tej operacji trwa ok. 20 min.